# NGC 6942
NGC 6942 في الفهرس العام الجديد، هي مجرة، تقع في كوكبة الهندي. اكتشفت في 9 يونيو 1836 بواسطة جون هيرشل.

## روابط خارجية
- NGC 6942 على موقع ويكي سكاي: DSS2, SDSS, GALEX, IRAS, Hydrogen α, X-Ray, Astrophoto, Sky Map, Articles and images